# Új Szó
Új Szó (/ˈuːj ˈsoː/) est un quotidien slovaque de langue hongroise fondé en 1948 comme le bulletin puis l'organe officiel de la branche hongroise du Parti communiste de Slovaquie (en) (Komunistická strana Slovenska). 
Dans le contexte de la chute du communisme, le journal se proclame le 2 janvier 1990 comme le journal de gauche des Hongrois de Tchécoslovaquie. En 1994, il supprime toute mention politique et se définit alors comme le journal de la minorité magyarophone de Slovaquie. En 2001, son supplément hebdomadaire Vasárnap devient un journal à part entière. Son nom signifie « nouvelle parole » en hongrois.